# Arichanna melanaria
Arichanna melanaria is een nachtvlinder uit de familie van de spanners (Geometridae).
De voorvleugel is crèmewit met rijen bruine vlekken. De achtervleugel is geel met aan de buitenrand twee rijen bruine vlekken, en verspreid over de rest van de vleugel nog enkele. De franje is geblokt. De spanwijdte bedraag 36 tot 42 millimeter.
De soort komt voor in een groot deel van Europa tot Japan, maar niet in Nederland en België. 
De waardplanten voor deze soort zijn rijsbes, veenbes en Rhododendron tomentosum. In Japan is de soort een plaaginsect voor Rhododendron kiusianum, een plant die alleen gevonden wordt op het eiland Kyushu. Daar is vastgesteld dat de eitjes een voor een door het wijfje op verdorde bladeren onder de waardplant worden afgezet. De rups overwintert vervolgens in het eerste stadium beschermd door het eimembraan.